# Maurice Esmein

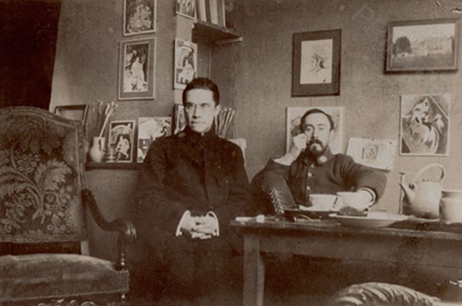
Maurice Esmein (rechts) mit Alfred Reth

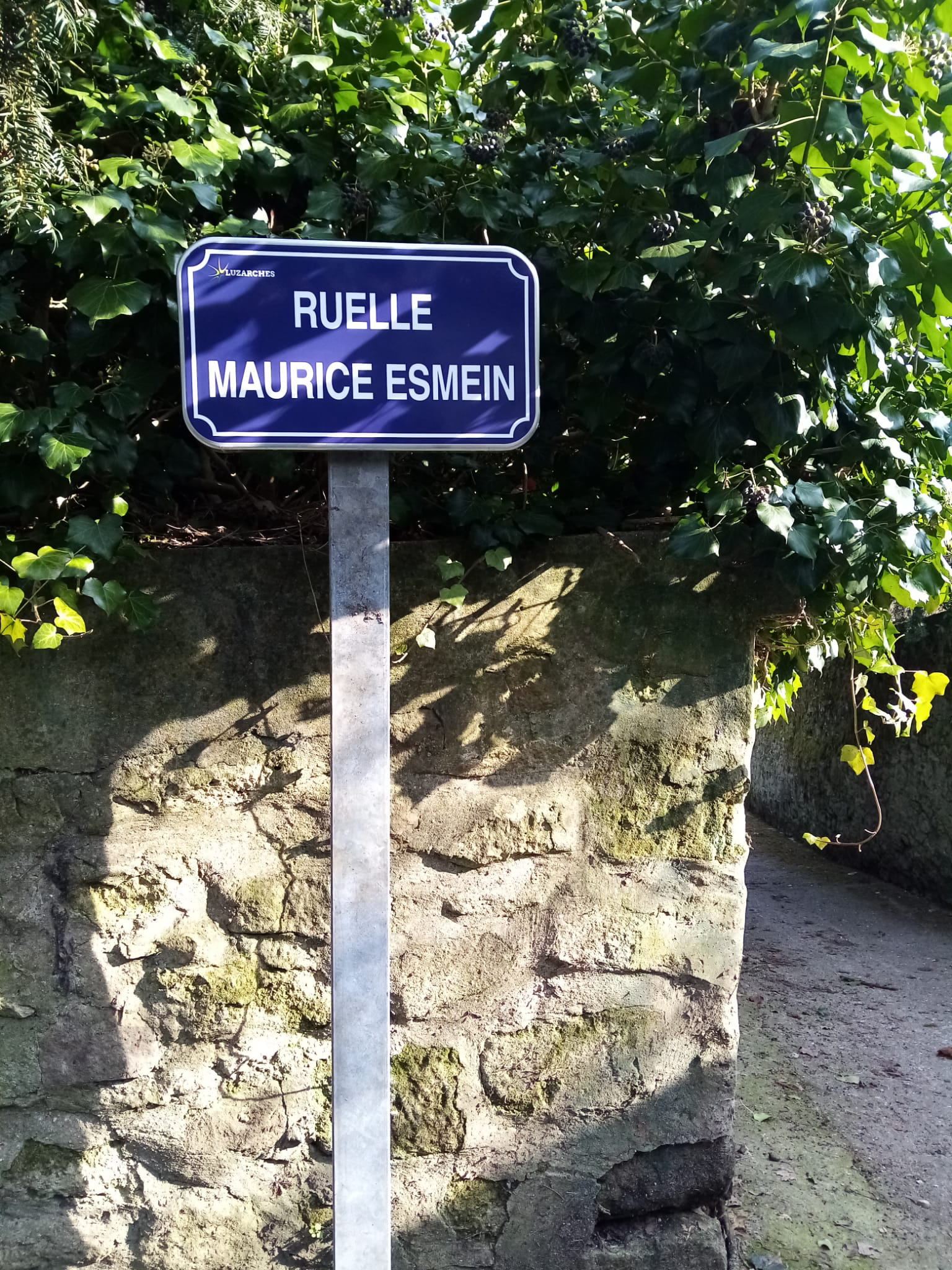
Maurice Esmein Gasse, Luzarches (Frankreich)

Maurice Marcel Marie Esmein (* 4. Februar 1888 in Paris; † 4. Februar 1918 in Vaudesincourt) war ein französischer Maler des Kubismus.

## Leben
Maurice Esmein, Sohn des republikanischen Juristen Adhémar Esmein (1848–1913) und aus einer Familie von Honoratioren aus dem Département Charente stammend, studierte zunächst Medizin, bevor er Maler wurde, ohne die Akademien zu durchlaufen.
Als er 18 Jahre alt war, erhielt er den Anstoß von seinem Onkel Julien Le Blant (1851–1936), einem Maler von Historien und Militärszenen, von dem er sich jedoch schnell wieder löste. Danach freundete er sich mit Jean Buhot (1885–1952) an, einem Orientalisten und Maler, Sohn des Graveurs Félix Buhot (1847–1898). Mit ihm führte Maurice enthusiastische Debatten über die Malerei seiner Zeit. Dann freundete er sich mit Alfred Reth (1884–1966) an, einem Maler ungarischer Herkunft, der seit 1905 in Paris lebte und der ihn mit dem Kubismus bekannt machte. Unter diesem Einfluss begann um 1913 die Zeit, in der er sich wirklich als Maler aufbaute.

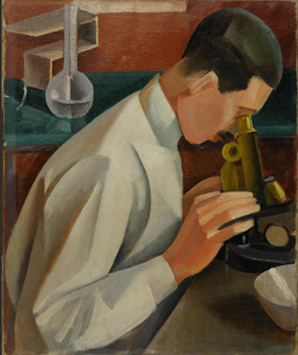
Im Laboratorium, Paris, musée national d’Art moderne.

## Stil
Vom Kubismus beeinflusst, interessierte sich Maurice Esmein vor allem für das, was er durch die Arbeit an der Form in die Malerei einbrachte. Er löste sich jedoch nie ganz von der Darstellung der Realität. Daher sind seine Bilder oft kubistische Porträts und Landschaften, wobei er nie in die Abstraktion abrutscht. Das Leben bleibt immer präsent, als würde es von der Form gleichzeitig erfasst und enthüllt werden, ähnlich wie bei Paul Cézanne.
Er war auf der Suche nach einem neuen Genre, einer „vollständigen Malerei“, die Sinnlichkeit mit Intellekt, Form mit Materie, kubistische Komposition mit dem natürlichen Schein des Impressionismus vereinen würde.

## Erster Weltkrieg
Esmein arbeitete in zwei Ateliers im 15. Arrondissement von Paris und in Luzarches (im heutigen Département Val d’Oise). Er stellte 1914 im Salon des indépendants aus und besuchte die Kreise der Abbaye de Créteil und des Bateau-Lavoir. Während des Ersten Weltkriegs wurde er jedoch ausgemustert und konnte es nicht ertragen, vom Schicksal gegenüber seinen mobilisierten Kameraden bevorzugt zu werden. Er wurde als Hilfsarzt im Krankenhaus des Lycée Chaptal (eine große Sekundarschule im 8. Arrondissement von Paris) eingesetzt, meldete sich aber bald freiwillig an die Front, wo er als Sanitäter tätig war. Er wurde in Mont-sans-nom in der Nähe von Reims eingesetzt und wurde in einer Nacht, in der es an Freiwilligen für eine Erkundung fehlte, in eine Patrouille aufgenommen. Die Patrouille wurde von einem feindlichen Scheinwerfer erfasst und mit Maschinengewehrfeuer beschossen. Er fiel im Februar 1918 an seinem 30. Geburtstag.

## Nachlass

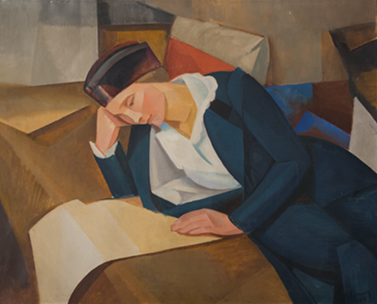
Die Frau in blau, Privatsammlung.

Maurice Esmein hinterließ etwa 40 Gemälde, viele Zeichnungen, Aquarelle und Stiche. Er malte vor allem Porträts, Landschaften, Stillleben und Genreszenen (insbesondere Zirkusmotive). Nach seinem Tod wurden 1919 einige seiner Werke bei einer Ausstellung im Salon d’Automne gezeigt, die im Ersten Weltkrieg gefallenen Malern gewidmet war.
Eines seiner Bilder, Au laboratoire, wurde 1939 in die Sammlung des Musée National d’Art Moderne in Paris aufgenommen. Viele seiner Gemälde befinden sich heute in Privatsammlungen, doch ein Teil von ihnen wurde im Dezember 2022 und Januar 2023 in der Galerie du Luxembourg des Rathauses des 6. Arrondissements von Paris in einer Ausstellung mit dem Titel „Maurice Esmein, ein Maler an den Quellen des Kubismus“ erneut ausgestellt.

## Die Carnets (1913–1918)

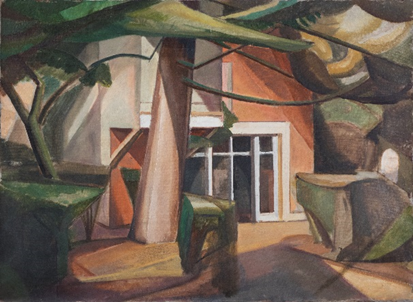
Garten von Dinard, Privatsammlung

Maurice Esmein hinterließ ein Manuskript mit dem Titel Carnets, das der Hermann-Verlag im November 2022 erstmals veröffentlichte. Die Notizen wurden von 1913 bis zum Ersten Weltkrieg gekritzelt und sogar an der Front geschrieben. Es handelt sich dabei um Reflexionen über die Malerei, den Impressionismus, den Kubismus und die intellektuellen Konstrukte, die der modernen Kunst zugrunde liegen.
Die Tagebücher machen deutlich, dass seine Überlegungen zur Malerei mit denen seiner Zeit übereinstimmten, als er im Kampf starb. Léon Werth hatte bereits 1923 in einem Kapitel über Maurice Esmein in seinem Buch Quelques peintres auf die Existenz dieser Notizen hingewiesen. Dort waren folgende Sätze zu lesen: „Maurice Esmein hat ausgezeichnete Seiten über zeitgenössische Maler geschrieben. Aber ich spüre die Schwierigkeit, durch kurze, abgeschnittene Zitate eine angemessene Vorstellung von diesen Notizen zu vermitteln. Und ich hoffe, dass diese Texte, die Charles Vildrac mir mitgeteilt hat, bald veröffentlicht werden“. Vildrac und Werth waren an ihnen interessiert und wollten sie der Öffentlichkeit zugänglich machen.

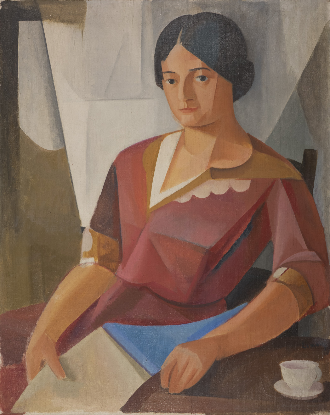
Porträt von Suzanne Karpelès, Privatsammlung

Diese handgeschriebenen Notizbücher, die 2016 im Familienarchiv gefunden wurden, sind ein Zeugnis für die Überlegungen eines Malers, der in die Bewegung des Kubismus geraten war. „Wie soll man jetzt das Problem der Malerei nach dem Krieg betrachten?“, fragte sich Maurice Esmein im November 1916. Als hochgebildeter Künstler und kluger Kritiker hinterfragte er die künstlerischen Praktiken seiner Zeit und durchstreifte die „Sackgassen“, in denen sich seine Zeitgenossen verirrten. Er kommentierte die Werke von Claude Monet, Auguste Renoir, Henri Matisse und Pablo Picasso, manchmal auch sehr streng, und kritisierte seine eigenen Fehler. Er war auf der Suche nach dem dritten Weg zwischen Kubismus und Impressionismus, der Sinnlichkeit mit Intellekt und Form mit Sensibilität verbindet. Die Tagebücher offenbaren einen aufstrebenden Künstler, der auch ein Forscher war und nach Möglichkeiten suchte, die Malerei seiner Zeit zu bereichern, indem er versuchte, mehr plastische Schönheit und Belebung durch das Licht in sie einzubringen.